# Prva B Liga
La Prva B Liga è il secondo livello del campionato montenegrino di pallacanestro.